# Siphonorhis americana
Siphonorhis americana е вид птица от семейство Caprimulgidae.

## Разпространение
Видът е разпространен в Ямайка.